# فرنسيسكو تيكسيرا
فرنسيسكو تيكسيرا هو لاعب كرة قدم برتغالي، ولد في 26 أبريل 1998 في São Sebastião da Pedreira ‏ في البرتغال.

## وصلات خارجية
- فرنسيسكو تيكسيرا على موقع Soccerway.com (الإنجليزية)